# Hildegund Holzheid

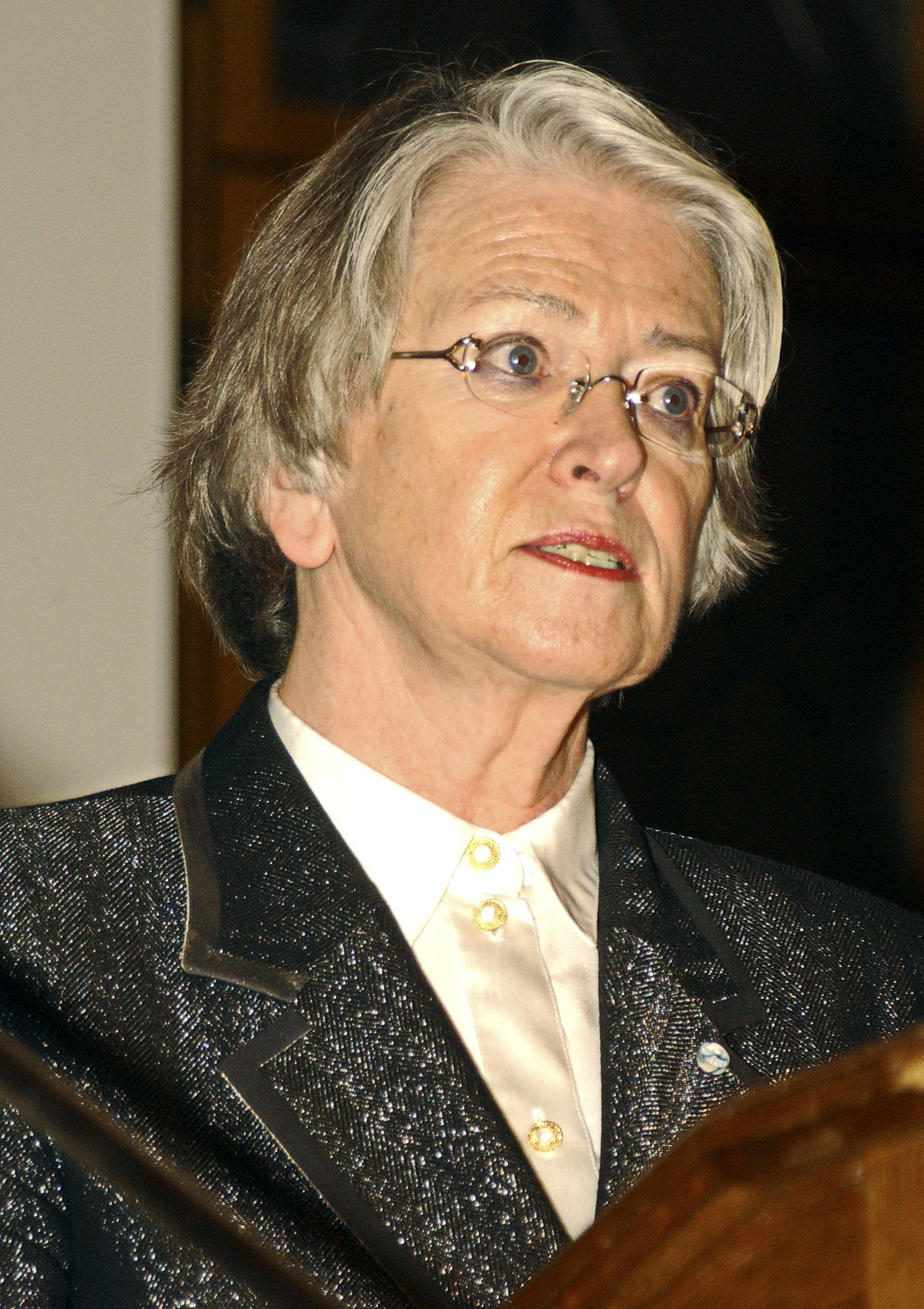
Hildegund Holzheid, 2003

Hildegund Holzheid (* 31. Oktober 1936 in Nürnberg) ist eine deutsche Juristin, ehemalige Richterin und zweifache Gerichtspräsidentin. Von 1992 bis 2001 war sie sowohl Präsidentin des Oberlandesgerichts München als auch des Bayerischen Verfassungsgerichtshofs. Bei beiden Obergerichten war sie die erste Frau an der Spitze, außerdem bundesweit die erste Frau an der Spitze eines Landesverfassungsgerichts.

## Ausbildung
Hildegund Holzheid wuchs in der Oberpfalz und in Nürnberg auf. Sie besuchte Volksschule und Gymnasium in Parsberg, Regensburg und Nürnberg. Während ihrer Schulzeit absolvierte sie ein Austauschjahr in Pennsylvania, USA. Nach dem Abitur 1954 studierte Hildegund Holzheid von 1954 bis 1958 Rechtswissenschaften an der Universität Erlangen und an der Universität München. In Erlangen legte sie ihre Erste Juristische Staatsprüfung ab, ihr Rechtsreferendariat absolvierte sie in Nürnberg.

## Karriere
Nach dem Zweiten Juristischen Staatsexamen im Jahre 1962 war Hildegund Holzheid von 1962 bis 1965 als Staatsanwältin bei der Staatsanwaltschaft München I tätig.
Von 1965 bis 1972 unterstanden ihr als Ministerialbeamtin im Bayerischen Staatsministerium der Justiz die Bereiche Strafrecht, öffentliches Recht, Strafvollzug und das Gnadenreferat.
In den folgenden drei Jahren war sie als Richterin in Zivilsachen am Oberlandesgericht München.
Von 1975 bis 1985 war sie Referentin für Haushalts- und Bausachen in der Strafvollzugsabteilung des Justizministeriums. Von 1985 bis 1992 war sie Leiterin der Abteilung für zentrale Verwaltungsaufgaben, insbesondere für Aufstellung und Vollzug des Staatshaushalt.
1992 wurde sie von der Bayerischen Staatsregierung zur Präsidentin des Oberlandesgerichts München ernannt. Im selben Jahr wurde die Juristin vom Bayerischen Landtag zur Präsidentin des Bayerischen Verfassungsgerichtshofs gewählt. Im Jahr 2000 erfolgte ihre Wiederwahl. Am 1. November 2001 trat Hildegund Holzheid in den Ruhestand. Bei ihrer Wahl war sie bundesweit die erste Frau an der Spitze eines Landesverfassungsgerichts.

## Positionen
In zahlreichen Gremien und Funktionen vertrat Hildegund Holzheid Positionen des evangelischen Christentums im ausdrücklichen Bezug auf den Geist der liberalen Tradition der Evangelisch-Theologischen Fakultät der Ludwig-Maximilians-Universität München.

## Ämter und Mitgliedschaften
- Ab 1999: Vorsitzende des Kuratoriums der Technischen Universität München[2][5][6]
- 2008 bis 2012: Mitglied im Deutschen Ethikrat[4][7]
- Mitglied des Wissenschaftsrats[4]
- Seit 2001: Gründungsmitglied der Bioethikkommission der Bayerischen Staatsregierung[4][7]
- Seit 2002: Mitglied im ZDF-Verwaltungsrat[8]
- 1996 bis 2005: Mitglied des Kuratoriums der Technischen Universität München[2][9]
- Vorstand der Gesellschaft von Freunden und Förderern der Ludwig-Maximilians-Universität München[4]
- Mitglied im Kuratorium der Evangelischen Akademie Tutzing[4]
- Mitglied im Kuratorium der Eugen-Biser-Stiftung
- 2018/2019: Vorsitzende der dreiköpfigen externen Kommission, die nach dem Bekanntwerden sexueller Übergriffe die Strukturen und Abläufe an der Hochschule für Musik und Theater untersuchte[10][11]
- Seit 2019: Mitglied der Abgeordnetenrechtskommission des Bayerischen Landtags[12]

## Ehrungen und Auszeichnungen
- 2001: Max-Friedlaender-Preis des Bayerischen Anwaltverbandes[13]
- 2002: Großes Verdienstkreuz
- 2016: Angela Molitoris Diversity Award der Technischen Universität München für herausragende Leistungen im Bereich Chancengleichheit und Diversity[14]
- 2017: Ehrendoktorwürde der Evangelisch-Theologischen Fakultät der Ludwig-Maximilians-Universität München[15]
- 2017: Medaille Bene merenti in Silber der Bayerischen Akademie der Wissenschaften[16]

## Engagement
2018 richtete die Juristin mit einem Betrag von 10.000 Euro aus ihrem privaten Vermögen einen Fonds zur Förderung von Frauen in der evangelisch-theologischen Wissenschaft ein.
2020 unterzeichnete sie den vom Deutschen Juristinnenbund initiierten Offenen Brief an den Richterwahlausschuss zur fairen Berücksichtigung von Frauen bei den Bundesrichterwahlen am 2. Juli 2020.

## Publikationen (Auswahl)
- Hildegund Holzheid: Maßgebliche Verfassungsgrundsätze bei Wahlen und bei Volksbegehren – aufgezeigt an Hand der Rechtsprechung des Bayerischen Verfassungsgerichtshofes. C. H. Beck Verlag, München 1995, ISBN 3-406-40298-4.
- Hildegund Holzheid: Die Insel der Seligen?! Frauen in der Justiz. In: Isabell M. Welpe, Prisca Brosi, Lisa Ritzenhöfer, Tanja Schwarzmüller (Hrsg.): Auswahl von Männern und Frauen als Führungskräfte. Springer Fachmedien, Wiesbaden 2015, ISBN 978-3-658-09468-3, S. 379–382.

## Privates
Hildegund Holzheid ist ledig und hat keine Kinder.